# Burkhard Reber
Burkhard Reber (* 11. Dezember 1848 in Benzenschwil, Kanton Aargau; † 9. Juni 1926 in Genf) war ein Schweizer Apotheker, Politiker und Forscher.

## Leben und Werk
Nachdem Reber ein Apothekerpraktikum in der Brennerschen Apotheke in Weinfelden absolviert hatte, studierte er Pharmazie an der Universität Neuenburg, der Universität Strassburg und an der ETH Zürich. Reber war der erste Genfer Spitalapotheker und führte diese von 1879 bis 1885. In Genf führte er von 1885 bis 1893 seine eigene Apotheke und musste diese aus gesundheitlichen Gründen aufgeben.
Nach der Aufgabe seiner Apotheke forschte Reber in den Bereichen Anthropologie, Archäologie, Numismatik, Pharmazie- und Medizingeschichte sowie Biographie. Zudem amtete Reber in Genf als Stadtrat und als Grossrat und war in zahlreichen Vereinen engagiert.
Reber gründete 1889 den «Verein für Feuerbestattung» und war dessen Präsident, ab 1907 war er Ehrenpräsident. Zudem war er von 1890 bis 1893 Mitglied des Vorstandes und Bibliothek-Archivar der Schweizerischen Numismatischen Gesellschaft.
Als Privatdozent unterrichtete er an der Universität Genf und war Konservator am epigraphischen Museum. Von 1885 bis 1889 war er zudem als Redaktor und Direktor der Zeitschrift Fortschritt tätig, einer internationalen Zeitschrift für Pharmazie und Therapie.
Reber war ab 1888 Mitglied der Genfer «Gesellschaft für Geschichte und Archäologie» und besass eine bedeutende Sammlung von pharmazeutischen und medizinischen Altertümern. Seine Keramiksammlung befand sich im Pharmazeutischen Institut der Universität Lausanne.
Reber veröffentlichte gegen 350 Bücher, Broschüren sowie Abhandlungen und wurde von zahlreichen Gesellschaften zum korrespondierenden Mitglied ernannt. Sein Vetter war Josef Jakob Reber.